# فيكتور هوبر
فيكتور هوبر (بالألمانية: Victor Aimé Huber)‏ (و. 1800 – 1869 م) هو مؤلف، وكاتب ألماني، ولد في شتوتغارت، توفي في فيرنيغيروده، عن عمر يناهز 69 عاماً.